# 49 Samodzielny Pułk Artylerii Samochodowej
49 Pułk Artylerii Samobieżnej (49 pas) – oddział artylerii samobieżnej ludowego Wojska Polskiego.
Formowany w Modlinie na mocy rozkazu Naczelnego Dowódcy WP nr 0107/org. z 27 kwietnia 1945, zgodnie z planem rozbudowy wojska w 1945, według etatu nr 010/484 jako pułk artylerii samobieżnej SU-76 o stanie 240 żołnierzy.
Organizowanie rozpoczęto 1 maja 1945. W chwili zakończenia wojny pułk miał dopiero 49 ludzi, w tym 6 oficerów, 13 podoficerów i 30 szeregowców oraz samochód terenowo – osobowy. Dział samobieżnych do zakończenia wojny pułk nie otrzymał.
Rozkazem Naczelnego Dowódcy WP nr 248 z 14 września 1945 pułk został rozformowany